# Sigill

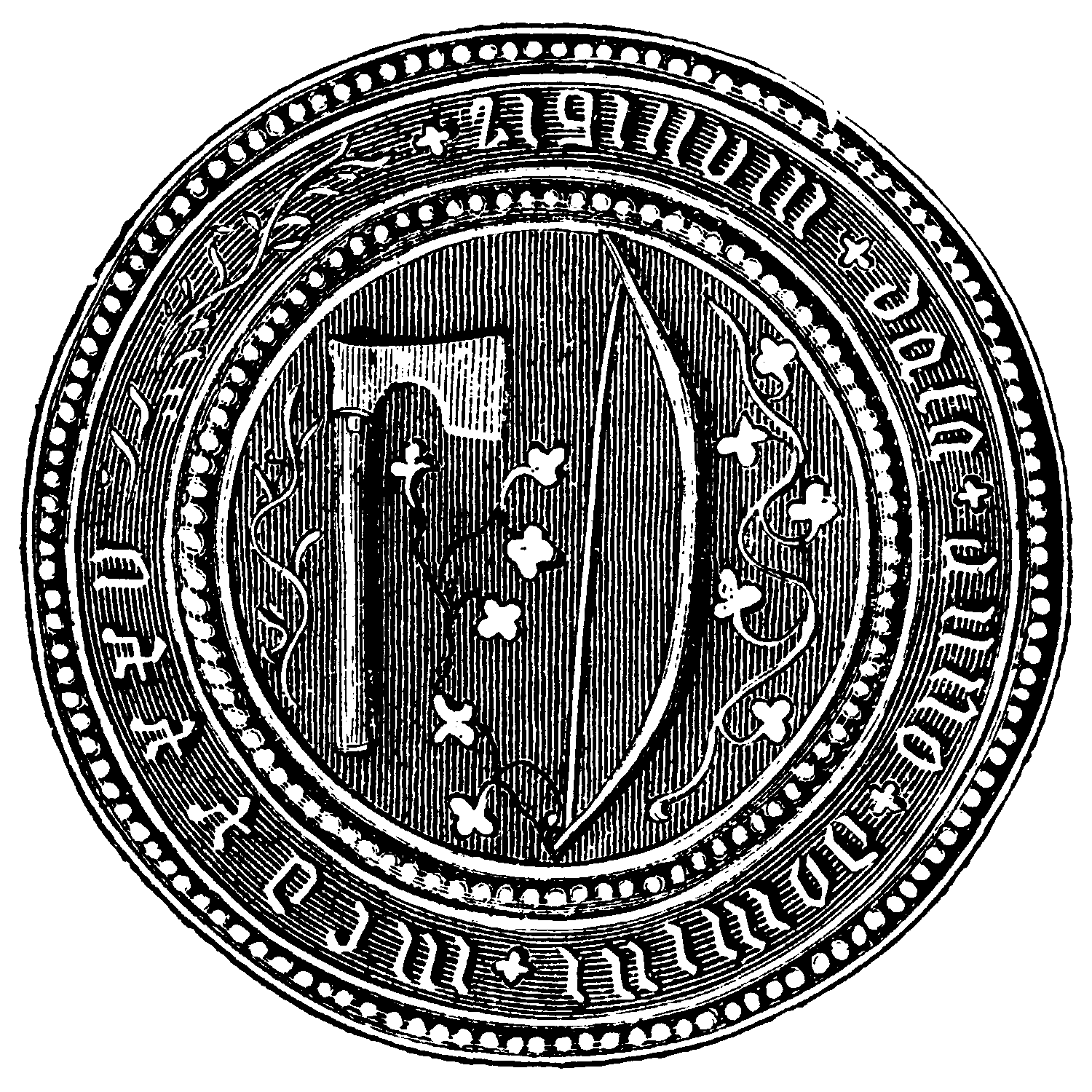
Dalarnas äldsta kända sigill (från 1435).

Ett sigill, föråldrat även insegel, är ett märke som ursprungligen syftade till att intyga äktheten hos ett dokument. En modern tillämpning är att omge paket med sigill från fabriken för att visa att produkten inte är begagnad.  Den traditionella användningen av sigill har idag i stor utsträckning ersatts av underskrift. 
Med sigill kan avses både sigillstamp eller signetring, och ett avtryck av dem i lack, vax eller liknande material. På sigillstampen eller signetringen finns en ingraverad symbol, unik för den som skriver under. Sigill fanns för enskilda personer så väl som för städer, härader, domstolar,  stater och andra organisationer. Historiskt var sigillstamp även känt som petschaft.
Ett officiellt sigill för en furste, ett rike eller en stad kallades även sekret. Ordet kan även beteckna ett mindre sigill tryckt på baksidan av ett större, vilket förekom särskilt under medeltiden.
När ett dokument som är bekräftat med sigill återtrycks, brukar det på platsen för sigillet skrivas förkortningen L.S., vilket står för loco sigilli, latin för "sigillets plats" eller "i stället för sigill".
Läran om sigill kallas sfragistik och räknas som en historisk hjälpvetenskap.

## Sverige

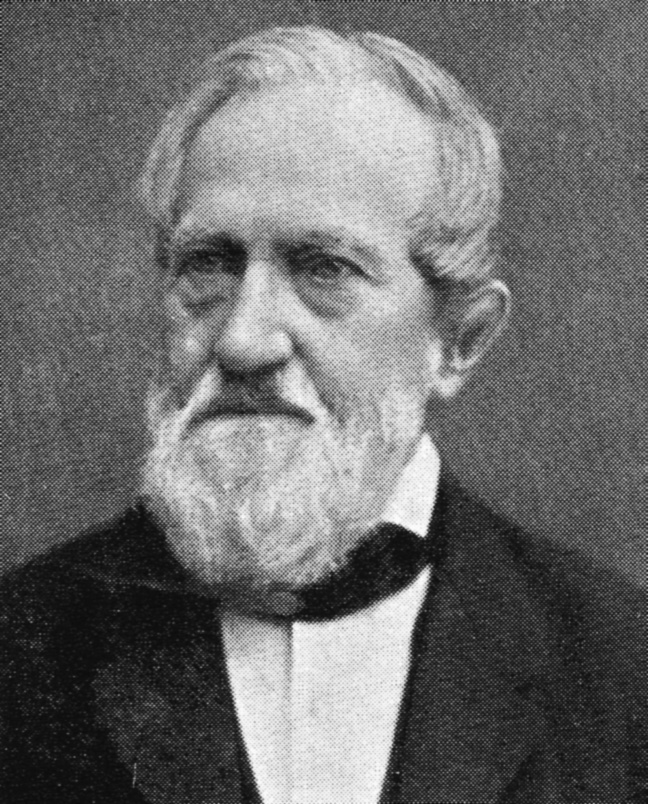
Bror Emil Hildebrand, svensk sfragistiker.

Sveriges äldsta kända vapen, frälseätten Bobergs vapen.

Sveriges första sigiller är dokumenterade i "Svenska sigiller från medeltiden", en förteckning med avbildade teckningar av svenska sigill från Sveriges medeltidsbrev, skriven av Bror Emil Hildebrand, ett komplement till "Svenskt Diplomatariums huvudkartotek över medeltidsbreven" förvarade i svenska Riksarkivet, vilket av Kungliga Vitterhets Historie och Antikvitets Akademiens förlag utgavs, tryckta av P. A. Norstedt & Söner i flera band mellan 1862 och 1867. 
Hildebrand har numrerat sigillen, och de tio första i listan är: 1. Sigtrygg Bengtsson (Boberg) och 2. Lars Bengtsson (Boberg), två bröder från den östgötska frälseätten Boberg, vars sigill avbildar en lilja mellan två hjorthorn, och eftersom de skiljer sig något i utförande, var de förmodligen inte tillverkade vid samma tidpunkt. Från ett senare medeltidsbrev angående den minderårige kung Erik Erikssons råd, som inrättades för den omyndige kungen, där sigillanterna i tur och ordning är 3. stallaren Brynulf Mus (en mus på ett bord), 4. Eskil Magnusson (lagman i Västergötland som tillhörde Bjälboätten), 5. Knut Långe (senare kung, sigillet visar honom ridande till häst), och 6. en oidentifierad medlem av Bjälboätten som Bror Emil Hildebrand gissar är kung Eriks släkting och råd, Knut Kristinesson. 7. riddaren Joar Johansson, ibland påstått identisk med riddaren Joar Blå, vars sigill visar en möjlig fläkt örn försedd med ovanför vingarna uppskjutande framben, varför den ibland förväxlats med en heraldisk så kallad lejonörn. 8. Gustaf, lagman i Västergötland, sigillet visar inget vapen, utan en stående man i fotsid dräkt och kappa.  9. Folke (lejon och lilja), också lagman i Västergötland, som för ett komplicerat vapen, kluvet genom en så kallad liljestav, där liljan ses överst, med en lång stjälk eller stav, som når sköldens botten, vilken på heraldiskt höger sida utvecklar sig till ett halvt lejon i profil, medan det vänstra fältet fylls med tre utskjutande skott från liljans stjälk. 10. sigillet avbildar en drakfågel inne i en åttauddig stjärna, och Hildebrand gissar att det visar Helena Sverkersdotters vapen. 
I Sverige har sigill förlorat sin betydelse under 1900-talet medan de i många andra länder fortfarande används för att bekräfta viktiga dokument som lagar och domar. Ursprungligen var sigillet det viktigaste instrumentet för att ge dokument juridisk giltighet, eftersom mycket få utanför kyrkan var skrivkunniga. Stockholms privilegiebrev från 1436 har 54 bevarade sigill och finns i Stockholms stadsarkiv. Sigill används även till exempel i internationell rätt när olika stater utväxlar dokument med varandra.

## Bilder

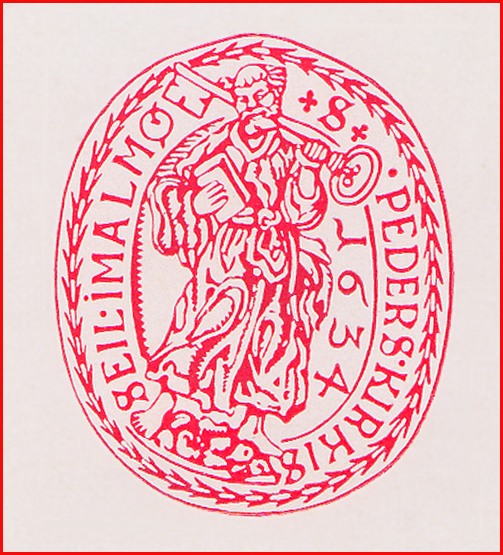
Sigill för Sankt Petri kyrka, Malmö.
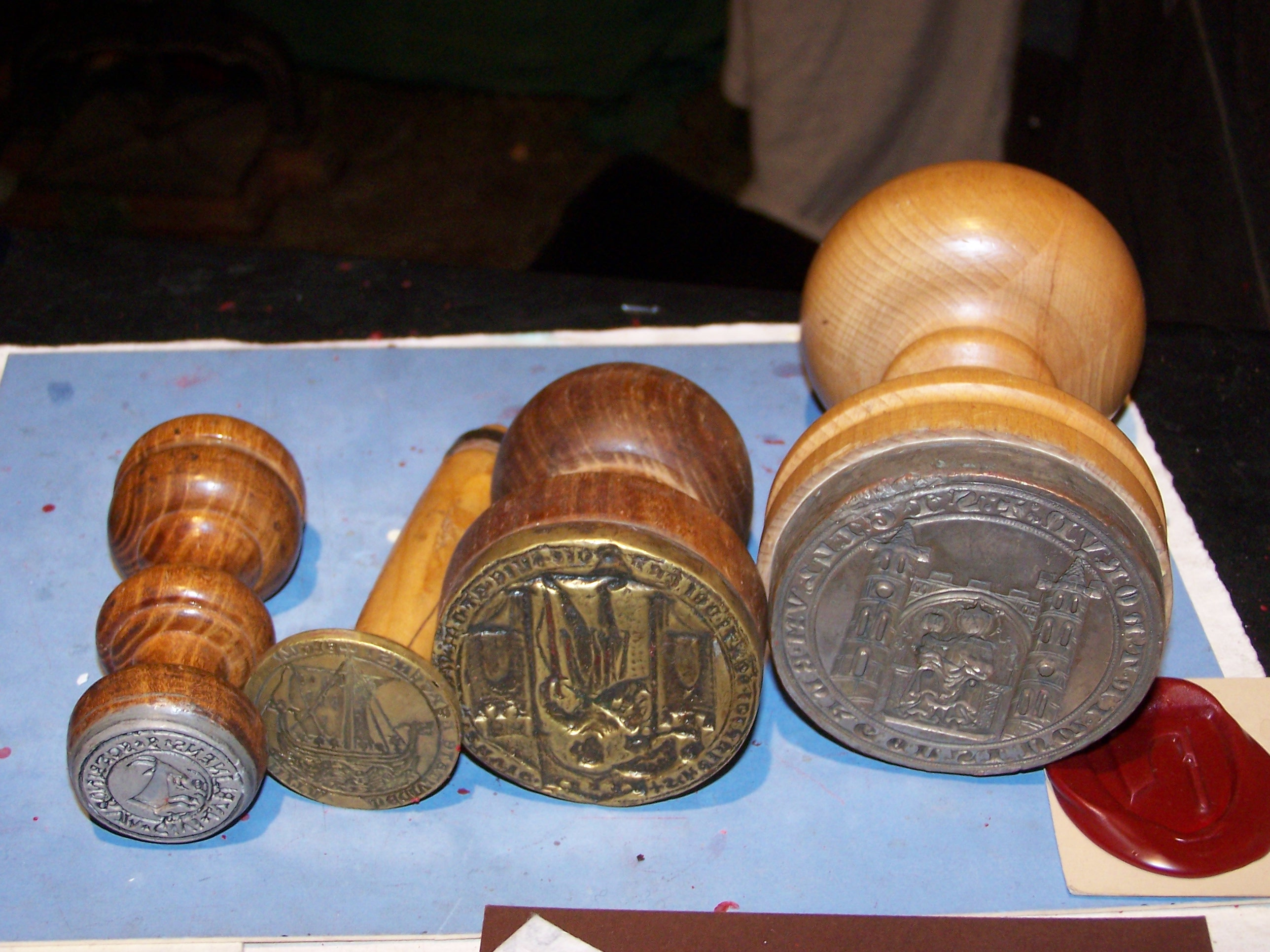
Sigillstampar i Polen
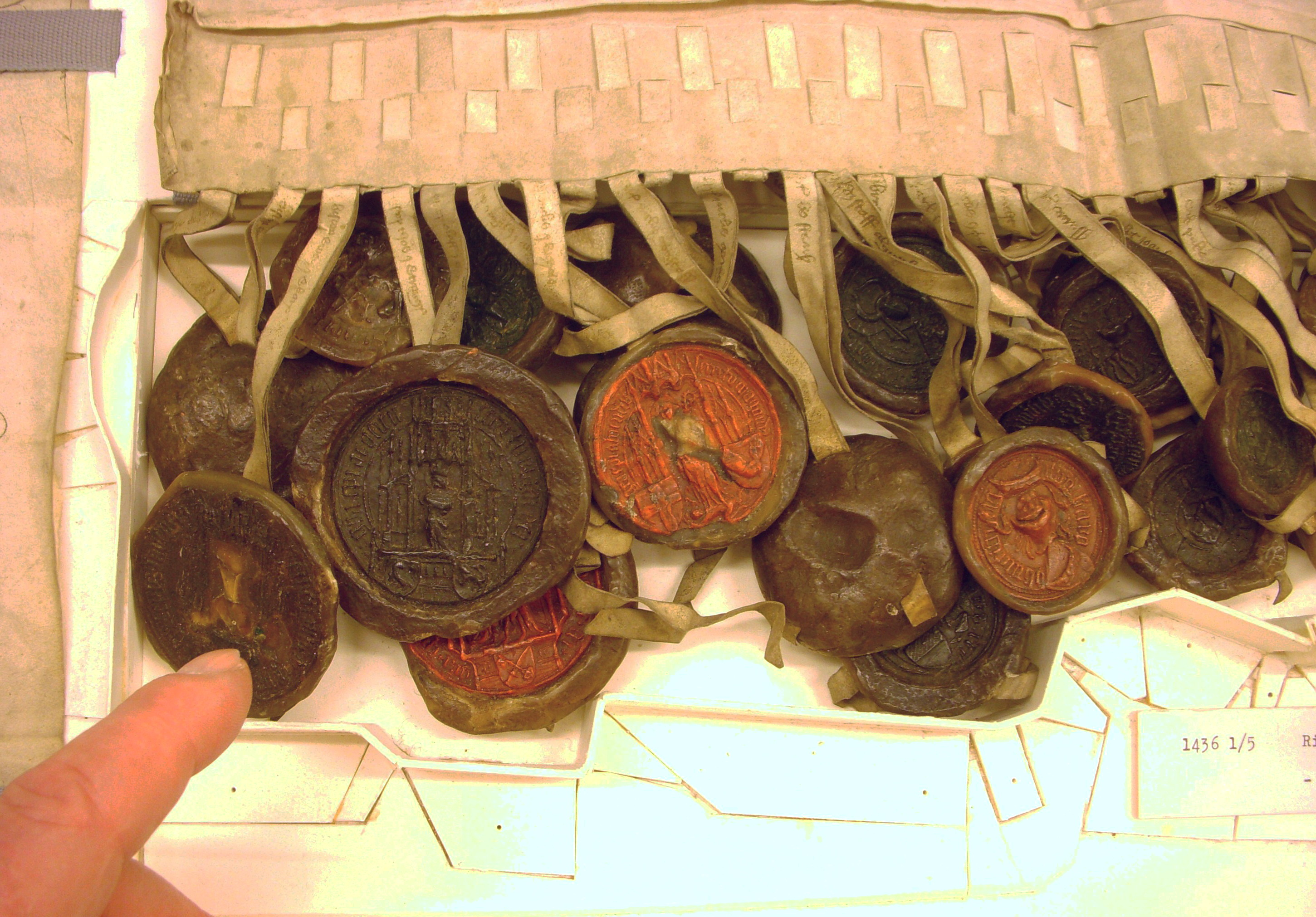
Stockholms privilegiebrev från 1436
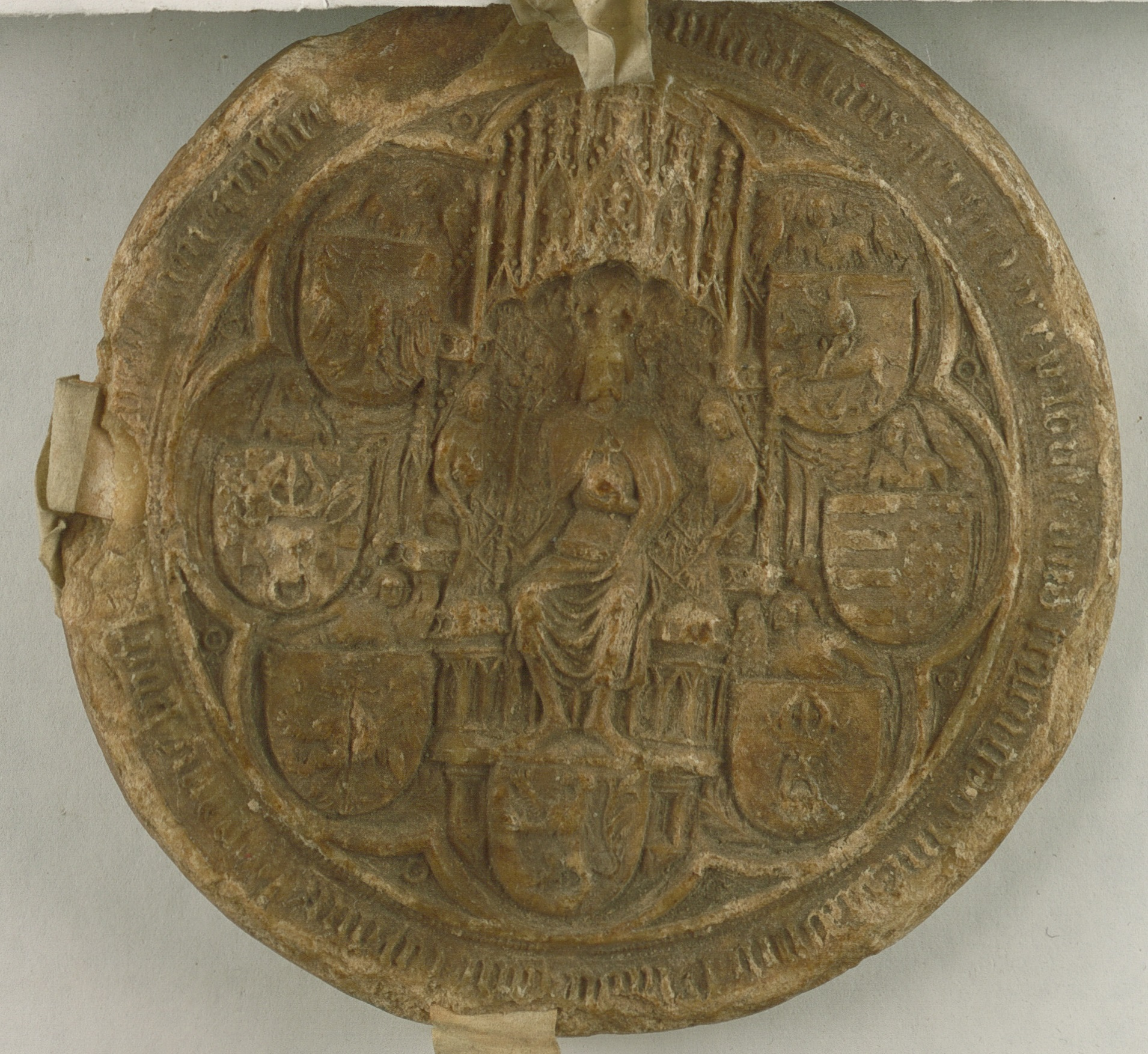
Vladislav II av Polens sigill, 1411
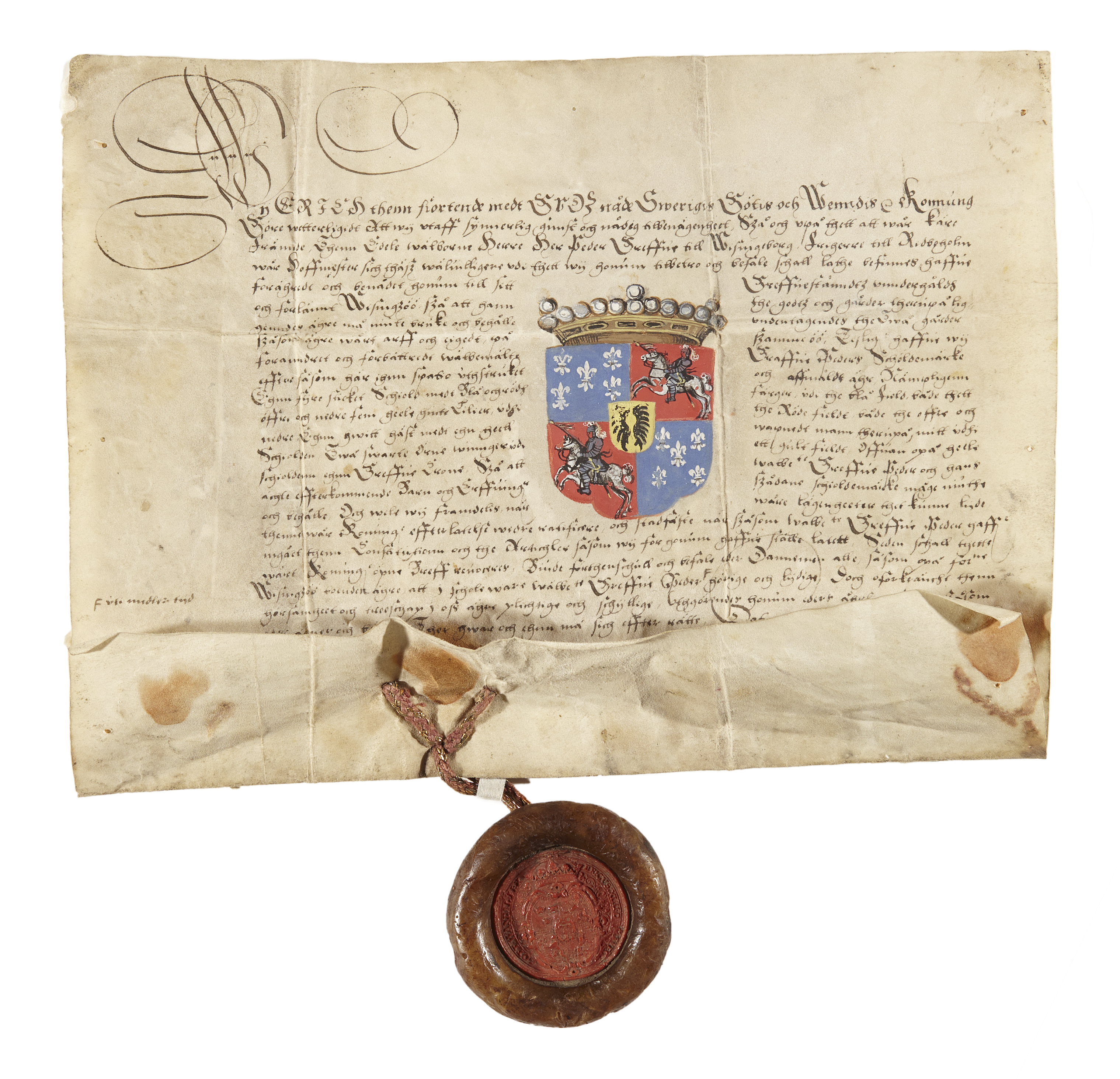
Per Brahe den äldres grevebrev med sigill från 1562.
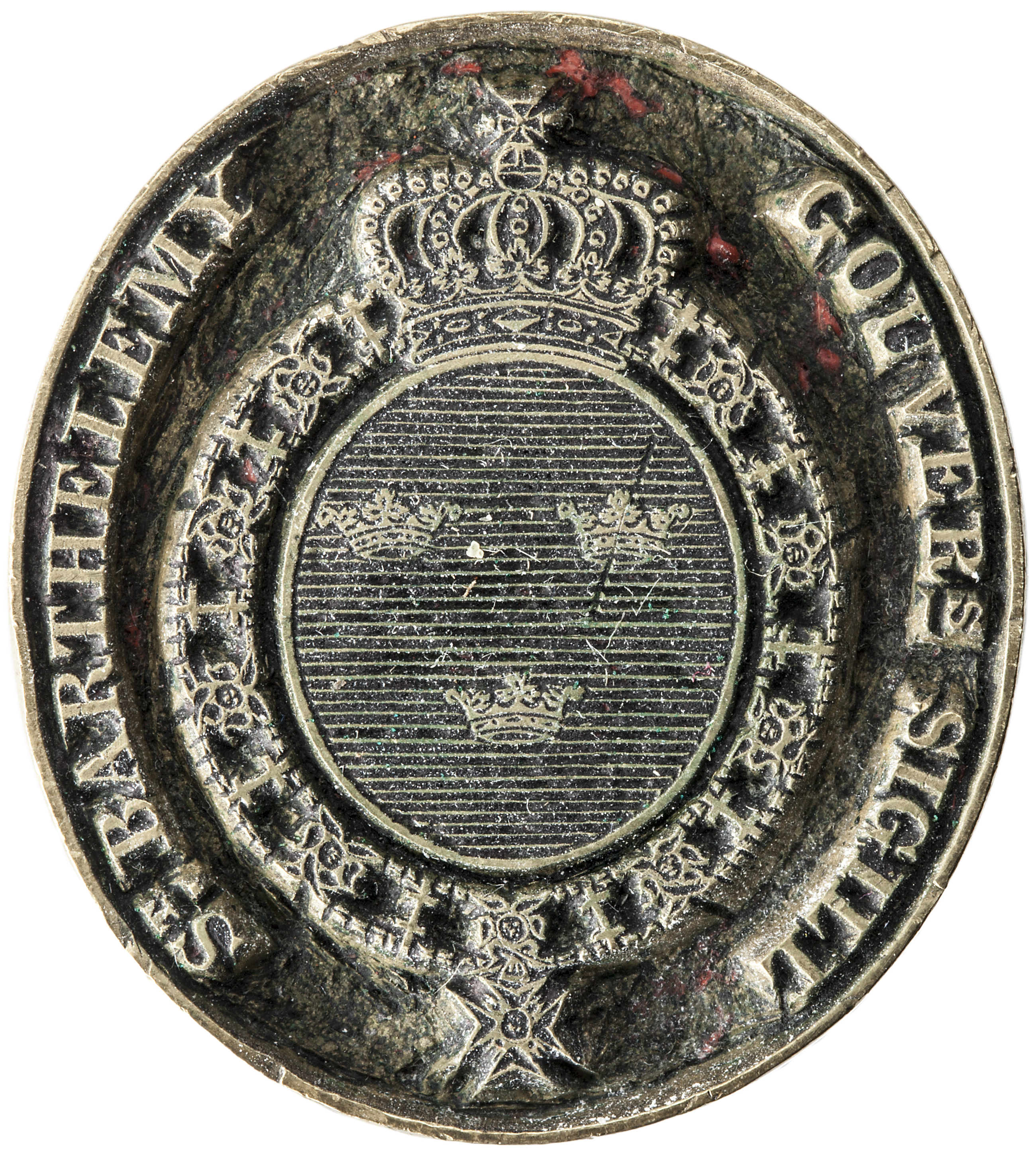
Sigill för guvernören över den svenska kolonin S-t Barthélemy i Västindien 1784-1877.
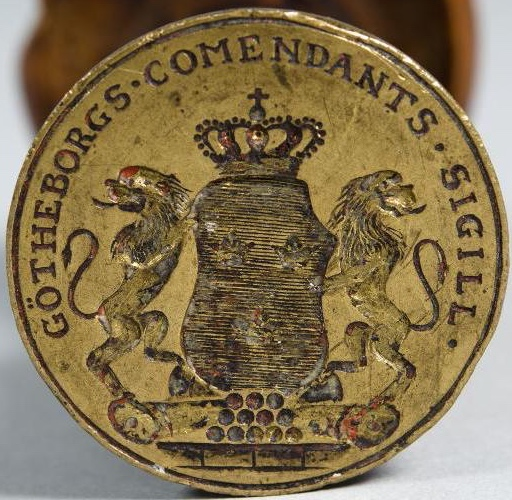
Sigill för Kommendanten i Göteborg, 1700-tal.
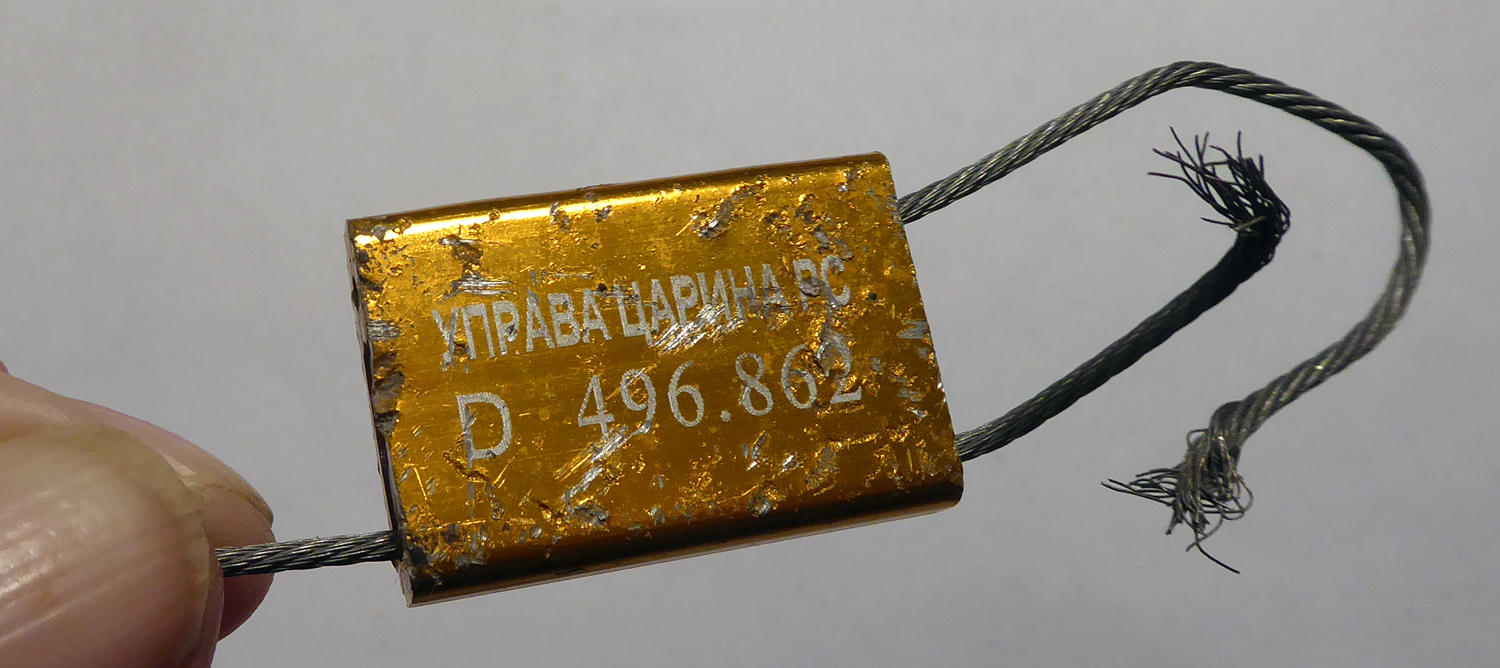
Ett ryskt sigill för plombering av lastbilskapell.
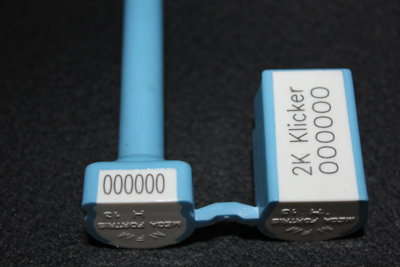
Modernt numrerat sigill för att låsa en container. Bulten skärs av med vinkelslip vid ankomsten och bevisar att innehållet inte ändrats.